# Нићифор Дука Палеолог
Нићифор Дука Палеолог (средњегрчки: Νικηφόρος Δούκας Παλαιολόγος) је био византијски аристократа с краја XI и почетка XII века, најстарији син севаста Георгија Палеолога и његове жене севастократорке Ане Дука.
Нићифор Дука Палеолог је рођен око 1080. године. и био је прворођени син Георгија Палеолога и Ане Дукине, назван по свом деди по оцу Нићифору Палеологу, како је то била традиција у то време. Из два његова сачувана печата, на којима је представљен двоструким презименом Дука Палеолог, јасно се види да је Нићифор, уз очево презиме, користио и престижно презиме Дука, које је наследио од мајке Ане – сестре царице Ирине. Као и његов отац, и Нићифор је био почаствован титулом севаст, са којом се помиње на оба печата.
Нићифор Дука Палеолог је наводно млади Нићифор, царичин сестрић, кога Ана Комнина помиње у својој "Алексијади", да се током рата против Турака 1116/1117. истакао чином изузетне храбрости у бици код Филомелиона у Малој Азији, заслуживши топле комплименте од цара.
Сматра се да је Нићифор Дука Палеолог имао најмање једног сина познатог као Михаило Дука Палеолог.